# Valley of the Damned
Valley of the Damned és el disc debut de Dragonforce, publicat el 2003.

## Llista de temes
1. "Invocation of Apocalyptic Evil" - 0:13
2. "Valley of the Damned" - 7:11
3. "Black Fire" - 5:47
4. "Black Winter Night" - 6:30
5. "Starfire" - 5:53
6. "Disciples of Babylon" - 7:16 (Música: Herman Li; Lletra: ZP Theart)
7. "Revelations" - 6:52
8. "Evening Star" - 6:39 (Música: Herman Li; Lletra: Herman Li/ZP Theart)
9. "Heart of a Dragon" - 5:23
10. "Where Dragons Rule" - 5:56 (Bonus Track, publicació japonesa)

## Formació
- Herman Li: Guitarra elèctrica i acústica, veu d'acompanyament
- Sam Totmam: Guitarra elèctrica
- ZP Theart: Veu i veu d'acompanyament
- Vadim Pruzhanov: Teclats i piano
- Didier Almouzni: Bateria

## Músics convidats
- Diccon Harper: Baix
- Clive Nolan: Veu d'acompanyament, teclats addicionals

## Curiositats
- El tema "Heart of a Dragon" té una melodia similar a la rima de guarderia per a nens "Five little speckled frogs" (en espanyol "Cinc petites granotes moteadas"). Això és una mica al·ludit al guitarrista Herman Li en una entrevista per a HMP quan comicamente declara: "...has de robar les seves cançons també. Nosaltres robem les nostres a les rimes de guarderia i cançons de nens, per això són tan enganxadisses!"
- El tema per al joc Double Dragon pot ser escoltat en el temi "Black Fire", començant des de 3:41 i acabant en 4:01
- "Invocation of Apocalyptic Evil" és símplemente una onada tira pel teclat, una introducció a la cançó "Valley of the Damned". Això un homenatge a les primeres cançons de molts àlbums antics de heavy metall, les primeres cançons del qual solien ser llargs solos de teclat.
- El cor i el final de la cançó "Valley of the Damned" té una progressió d'acords al Cànon en re major de Pachelbel, encara que està entonada una cambra més alta.
- La cançó "Revelations" té una clara similitud a la cançó de l'àlbum Inhumen Rampage "Through the Fire and Flames".